# Donja Ljuboviđa
Donja Ljuboviđa (izvirno srbsko Доња Љубовиђа) je naselje v Srbiji, ki upravno spada pod Občino Ljubovija; slednja pa je del Mačvanskega upravnega okraja.

## Demografija
V naselju živi 750 polnoletnih prebivalcev, pri čemer je njihova povprečna starost 38,4 let (37,9 pri moških in 39,0 pri ženskah). Naselje ima 262 gospodinjstev, pri čemer je povprečno število članov na gospodinjstvo 3,63.
To naselje je, glede na rezultate popisa iz leta 2002, večinoma srbsko.
|  |

| Demografija | Demografija     | Demografija     |
| Leto        | Št. prebivalcev | Št. prebivalcev |
| ----------- | --------------- | --------------- |
|             |                 |                 |
|             |                 |                 |
|             |                 |                 |
|             |                 |                 |
| 1948        | 1522            |                 |
| 1953        | 1546            |                 |
| 1961        | 1457            |                 |
| 1971        | 1156            |                 |
| 1981        | 1096            |                 |
| 1991        | 965             | 954             |
| 2002        | 963             | 951             |
|             |                 |                 |

| Etnična sestava po popisu iz leta 2002 | Etnična sestava po popisu iz leta 2002 | Etnična sestava po popisu iz leta 2002 | Etnična sestava po popisu iz leta 2002 | Etnična sestava po popisu iz leta 2002 |
| -------------------------------------- | -------------------------------------- | -------------------------------------- | -------------------------------------- | -------------------------------------- |
| Srbi                                   | Srbi                                   |                                        | 791                                    | 83,17%                                 |
| Romi                                   | Romi                                   |                                        | 143                                    | 15,03%                                 |
| Črnogorci                              | Črnogorci                              |                                        | 4                                      | 0,42%                                  |
| Neznano                                | Neznano                                |                                        | 10                                     | 1,05%                                  |